# Bulimulus nesioticus
Bulimulus nesioticus là một loài ốc nhiệt đới hô hấp trên cạn, là động vật thân mềm chân bụng có phổi thuộc phân họ Bulimulinae.
Đây là loài đặc hữu của Ecuador. Các môi trường sống tự nhiên của chúng là vùng đất có cây bụi nhiệt đới hoặc cận nhiệt đới và đồng cỏ khô nhiệt đới hoặc cận nhiệt đới vùng đất thấp. Nó bị đe dọa do mất nơi sống.